# David van Bourgondië
David van Bourgondië (Atrecht, 1427 - Wijk bij Duurstede, 25 april 1496) was bisschop van Utrecht van 1456 tot 1496. Hij was de langst regerende bisschop van Utrecht, afgezien van Balderik en Willibrord. Hij was ook proost van Sint-Donaas in Brugge.

Rode koorkap van David van Bourgondië met goudbrokaten granaatappel- en distelpatroon, ca. 1460, Catharijneconvent, Utrecht

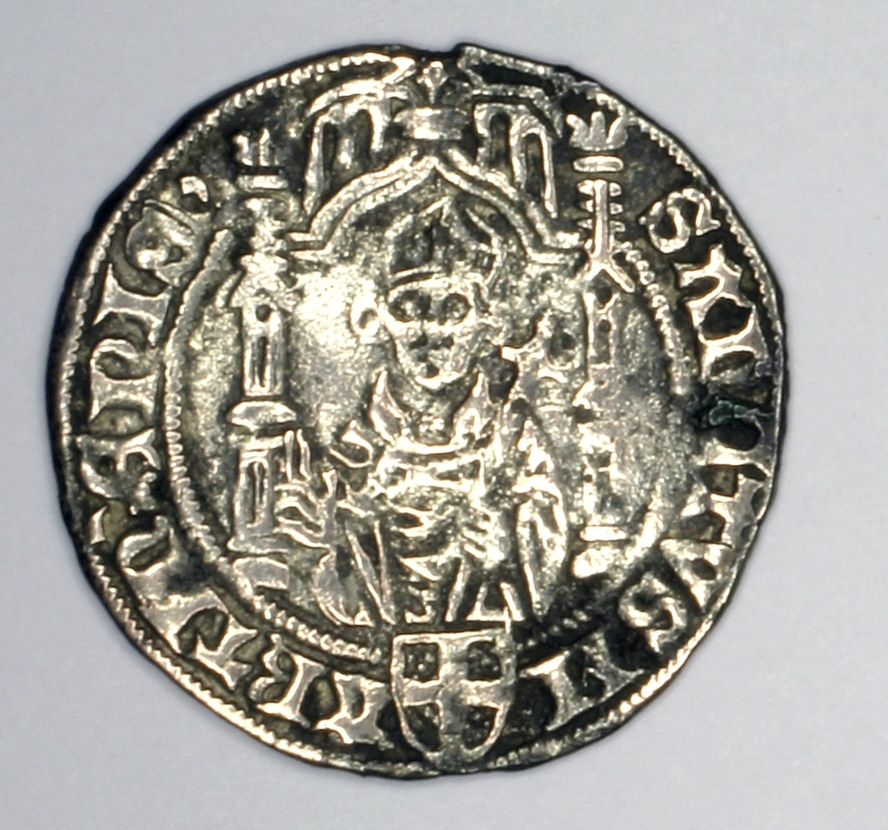
Dubbele stuiver van bisschop David van Bourgondië met dubbele lelie Warburg, 1478

## Vroege jaren
David van Bourgondië was een bastaard van de Bourgondische hertog Filips de Goede en Colette Casteleyn.
In oktober 1439 volgde hij zijn oom Jan van Bourgondië op als proost van Sint-Donaas in Brugge en meteen ook als kanselier van het graafschap Vlaanderen. Dit werd zo opgelegd door Filips de Goede, maar het liep niet van een leien dakje: David was immers nog maar twaalf jaar. Niettemin werd hij op 20 december 1439 officieel geïnstalleerd. Er kwamen ook disputen doordat hij naliet een aantal verplichtingen van de proost na te leven. In 1451 verzaakte hij aan het Brugse proostschap ten voordele van Lodewijk van Bourbon.
In 1446, achttien jaar oud, werd hij in de clerus opgenomen en in september 1451 werd hij, met dispensatie voor onwettige geboorte en voor leeftijd, tot bisschop van Terwaan benoemd. In maart 1452 was hij vijfentwintig en ontving de bisschopswijding.

## Bisschop van Utrecht
Dankzij een gezamenlijke inspanning van de Hollandse Kabeljauwen en de Bourgondiërs werd hij door de paus tot bisschop van Utrecht benoemd. De Utrechtse kapittels hadden echter op 7 april 1455 de Hoeksgezinde domproost Gijsbrecht van Brederode tot bisschop gekozen. Onder dwang van Filips de Goede aanvaardde het Nedersticht Davids benoeming op 3 augustus 1456 bij het Verdrag van IJsselstein. Het Oversticht moest gewapenderhand overtuigd worden. De stad Deventer werd vijf weken belegerd voor ze zich overgaf. Deze situatie had een burgeroorlog tot gevolg, de Eerste Utrechtse Burgeroorlog, waarop David in 1459 besloot de wijk te nemen uit Utrecht en zich in het pasverworven Kasteel Duurstede te vestigen. Dankzij Bourgondische steun en handig manoeuvreren nam zijn gezag toe. Een doorbraak betekende de gevangenneming van de gebroeders Reinoud en Gijsbrecht van Brederode in 1470. Een andere effectieve maatregel was de instelling van de Schive, een centraal hof van beroep dat boven de stedelijke rechtspraak stond.
David van Bourgondië kon zich, met de Bourgondische macht op de achtergrond, tussen 1470 en 1477 waarschijnlijk de machtigste bisschop van Europa noemen. Hij benoemde de schout, onttrok de criminele rechtspraak aan de Raad, controleerde de tollen en verminderde de invloed van de stad op het platteland. In 1473 begon hij met de aanleg van de Bisschop Davidsgrift ter ontginning van het veen in de Gelderse Vallei.
Na de dood van zijn halfbroer Karel de Stoute in 1477 veranderde de situatie. Davids politiek leidde in 1481 tot een opstand van aanhangers van de Hoekse partij in Holland. Een nieuwe burgeroorlog, de Stichtse Oorlog, brak uit waarbij David gevangengenomen werd. Maximiliaan van Oostenrijk moest eraan te pas komen om hem te bevrijden. Met de Slag bij Westbroek heroverde David Utrecht. In 1483 werd hij weer verdreven, wat leidde tot het Beleg van Utrecht. De laatste jaren van Davids bewind stonden in het teken van het herstellen van de financiële situatie na de burgeroorlog van 1481-1483 en het laveren tussen de invloed van de Habsburgers, die inmiddels Holland bezaten, en van Gelre. David werd begraven in de kerk van Wijk bij Duurstede.
David van Bourgondië was een prachtlievend vorst die kunstenaars aan zijn hof verbond en een krachtige impuls gaf aan de bouw van de Domkerk in Utrecht. Hij moderniseerde zijn residentie, het Kasteel Duurstede bij Wijk bij Duurstede, en ook de grootse opzet van de kerk in die plaats zal aan hem te danken zijn.
Hij ondersteunde religieuze vernieuwing van onder meer de broeders van het Gemene Leven.

## Nalatenschap; vernoemingen
Een rijk bewerkte koorkap uit circa 1460 wordt bewaard in het Utrechtse Museum Catharijneconvent. In de Schatkamer van de kathedraal van Luik bevindt zich een kostbaar kazuifel van hem. Munten met de beeldenaar van David van Bourgondië zijn te vinden in diverse collecties.
In Vollenhove en Deventer zijn straten naar de bisschop vernoemd, terwijl Wijk bij Duurstede een David van Bourgondiëweg kent.
In de Gelderse Vallei ligt de Bisschop Davidsgrift.
- Biografisch Portaal: 79775224
- Digitale Bibliotheek voor de Nederlandse Letteren: bour022
- Gemeinsame Normdatei: 124665349
- International Standard Name Identifier: 0000 0000 1859 4477
- Nederlandse Thesaurus van Auteursnamen: 118935372
- Virtual International Authority File: 28010563
- WorldCat: E39PBJh8KMkHmjGyvMW336JhpP